# Tapinacaena
Tapinacaena is een geslacht van halfvleugeligen uit de familie Machaerotidae. De wetenschappelijke naam van dit geslacht is voor het eerst geldig gepubliceerd in 1963 door Maa.

## Soorten
Het geslacht Tapinacaena omvat de volgende soorten:
- Tapinacaena rotundata Maa, 1963
- Tapinacaena sigmatoides Maa, 1963